# Glenea beatrix
Glenea beatrix es una especie de escarabajo del género Glenea, familia Cerambycidae. Fue descrita científicamente por Thomson en 1879.
Habita en Filipinas. Esta especie mide 24 mm.